# バヤン・バートル
バヤン・バートル(モンゴル語: Bayan Baγatur,生没年不詳)とは、モンゴル帝国に仕えた将軍の一人。『元史』における漢字表記は拜延八都魯(bàiyánbādōulŭ)。

## 概要
バヤンはジャライル部の出身で、幼い頃からチンギス・カンに仕えて「バートル(勇士)」の称号を与えられたという。1235年には第2代皇帝オゴデイの命によってジャライル兵1600人を率いてタガイ・ガンポとともに関西に侵攻した。1253年には第4代皇帝モンケの命によって汪世顕とともに利州城を創立した。翌1254年には南宋軍を鹿角寨に破り、敵軍の物資を奪った。1257年には都元帥ネウリンに従って成都攻略に加わり、モンケより陥落後は成都の鎮守を任命された。その後、哈丹・朶歓・脱脱らが大理遠征から帰還したのを迎えたとき、南宋軍と遭遇戦となったが勝利を収めた。1261年にはネウリンによってその功績が報告され、アウルクの長官とされた。
バヤンが老いて現役を退くと、その息子の外貌台、孫の兀渾察が後を継いだ。